# Mike Wolfs
Mike Wolfs est un skipper canadien né le 2 septembre 1970 à Port Credit (Ontario) . 

## Carrière
Mike Wolfs remporte avec Ross MacDonald la médaille d'argent en classe Star aux Jeux olympiques d'été de 2004 se tenant à Athènes.